# Pivijay
Pivijay ist eine Gemeinde (municipio) im Departamento Magdalena in Kolumbien.

## Geografie
Pivijay liegt im Departamento del Magdalena, 150 km von Santa Marta entfernt, auf einer Höhe von 3 m ü. NN und hat eine Durchschnittstemperatur von 28° C. Die Gemeinde grenzt im Norden an Remolino und El Retén, im Osten an Fundación und Algarrobo, im Süden an Sabanas de San Ángel und Chibolo und im Westen an El Piñón und Salamina.

## Bevölkerung
Die Gemeinde Pivijay hat 39.962 Einwohner, von denen 22.901 im städtischen Teil (cabecera municipal) der Gemeinde leben (Stand: 2022).

## Geschichte
Pivijay wurde 1774 von José Flores, Julián Valera und Antonio Sánchez, die sich mit 120 Familien, die aus dem Ort Villa del Rosario de Guaimaro kamen, ansiedelten. Seit 1912 hat Pivijay den Status einer Gemeinde.

## Wirtschaft
Der wichtigste Wirtschaftszweig von Pivijay ist die Tierhaltung. Zudem spielt Landwirtschaft eine wichtige Rolle.